# Heteropalpia cortytoides
Heteropalpia cortytoides är en fjärilsart som beskrevs av Emilio Berio 1939. Heteropalpia cortytoides ingår i släktet Heteropalpia och familjen nattflyn. Inga underarter finns listade i Catalogue of Life.